# تحدي كيكي
تحدّي كيكي أو رقصة كيكي للتّحدي، يعود أصل التّسمية لأحد أغاني مغنّي الرّاب الكندي «درايك»، حيث ذاع صيتها مؤخّرا عبر الويب ومواقع التّواصل الإجتماعي بانتشار الأغنية على شاكلة فيديوهات إكتسحت الشبكة العنكبوتيّة، حاملا المقطع عنوان "في أحاسيسي"....